# Diên Khánh (huyện)
Diên Khánh là một huyện cũ nằm ở trung tâm tỉnh Khánh Hòa, Việt Nam.
Diên Khánh từng là trung tâm của phủ Diên Khánh xưa kia, sau năm 1945, tỉnh lỵ của Khánh Hòa mới chuyển về thành phố Nha Trang.

## Địa lý
Huyện Diên Khánh nằm ở trung tâm của tỉnh Khánh Hòa, cách trung tâm thành phố Nha Trang 10 km về phía tây, có vị trí địa lý: 
- Phía đông giáp thành phố Nha Trang
- Phía tây giáp huyện Khánh Vĩnh
- Phía nam giáp huyện Cam Lâm
- Phía bắc giáp huyện Khánh Vĩnh và thị xã Ninh Hòa.

## Lịch sử
Diên Khánh trước kia là vùng đất của phủ Diên Ninh thuộc dinh Thái Khang. Năm 1742, chúa Nguyễn Phúc Khoát đổi phủ Diên Ninh thành phủ Diên Khánh. Lúc bấy giờ huyện Phước Điền (tức huyện Diên Khánh sau này) thuộc phủ Diên Khánh. Năm 1832, trấn Bình Hòa đổi thành tỉnh Khánh Hòa. Tỉnh Khánh Hòa có 2 phủ và 4 huyện. Phủ Diên Khánh gồm có 2 huyện Phước Điền và Vĩnh Xương (huyện Hoa Châu nhập vào huyện Phước Điền).

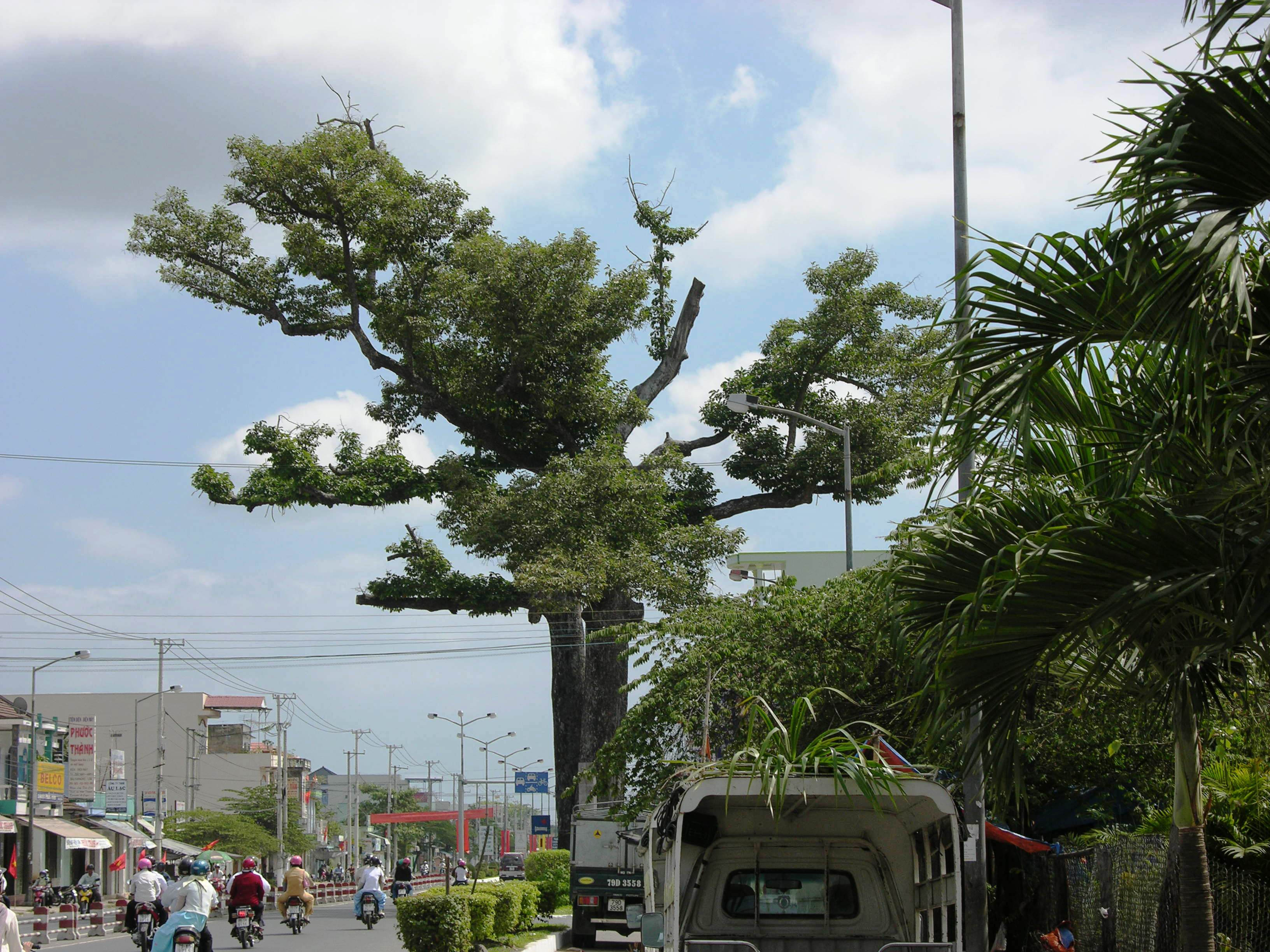
Cây dầu đôi

Sau khi Pháp xâm chiếm Việt Nam, Pháp tiến hành thay đổi về mặt hành chính. Tỉnh Khánh Hòa có 2 phủ Ninh Hòa, Diên Khánh và 2 huyện Vạn Ninh, Vĩnh Xương. Phủ Diên Khánh có 3 tổng: tổng Trung Châu (Bắc sông Cái), tổng Vĩnh Phước (Tây-Nam sông Cái), tổng Ninh Phước (Đông-Nam sông Cái).
Sau Cách mạng tháng Tám thành công, năm 1946, chính quyền cách mạng quyết định xóa bỏ phủ Diên Khánh thành lập huyện Diên Khánh như ngày nay.
Trong chiến tranh Việt Nam, địa bàn huyện Diên Khánh có những thay đổi, nhiều lần nhập, tách với các xã của huyện Vĩnh Xương và Cam Ranh. Từ năm 1950-1954, nhập 2 huyện Vĩnh Xương và Diên Khánh thành huyện Vĩnh Khánh. Thời Việt Nam Cộng Hòa huyện có lúc tạm thời chia làm 4 đơn vị: 2 huyện miền núi Vĩnh Sơn, Vĩnh Khánh (1961-1975) và 2 huyện đồng bằng là Cửu Long và Hương Giang, đồng thời nhập một số xã của Vĩnh Xương (Vĩnh Phương, Vĩnh Lương, Vĩnh Hải, Vĩnh Ích) cho Diên Khánh (1961-1975). Từ 1965-1975, tách xã Diên An, Diên Toàn cho huyện Vĩnh Trang.
Sau năm 1975, huyện Diên Khánh sáp nhập với huyện Vĩnh Xương thành huyện Khánh Xương thuộc tỉnh Phú Khánh.
Ngày 10 tháng 3 năm 1977, Hội đồng Chính phủ ban hành Quyết định 49-CP. Theo đó:
- Sáp nhập 7 xã: Vĩnh Hiệp, Vĩnh Lương, Vĩnh Ngọc, Vĩnh Phương, Vĩnh Thái, Vĩnh Thạnh, Vĩnh Trung (vốn thuộc huyện Vĩnh Xương cũ) vào thị xã Nha Trang để thành lập thành phố Nha Trang.
- Hợp nhất hai huyện Khánh Xương và Khánh Vĩnh để tái lập huyện Diên Khánh.

Huyện Diên Khánh sau khi tái lập bao gồm 24 xã: Diên An, Diên Bình, Diên Điền, Diên Hòa, Diên Lạc, Diên Lâm, Diên Lộc, Diên Phú, Diên Phước, Diên Sơn, Diên Tân, Diên Thạnh, Diên Thọ, Diên Thủy, Diên Toàn, Khánh Bình, Khánh Lê, Khánh Minh, Khánh Phú, Khánh Thành, Khánh Thượng, Khánh Vinh, Suối Cát và Suối Hiệp.
Ngày 27 tháng 3 năm 1978, thành lập xã Diên Đồng và xã Diên Xuân.
Ngày 30 tháng 9 năm 1981, Hội đồng Bộ trưởng ban hành Quyết định 100-HĐBT. Theo đó:
- Thành lập thị trấn Diên Khánh trên cơ sở toàn bộ diện tích, dân số của xã Diên Thủy và một phần diện tích, dân số của các xã Diên Toàn, Diên Thạnh, Diên An, Diên Sơn và Diên Điền.
- Chia xã Suối Cát thành 2 xã: Suối Cát và Suối Tân.

Ngày 27 tháng 6 năm 1985, tách 7 xã: Khánh Bình, Khánh Lê, Khánh Minh, Khánh Phú, Khánh Thành, Khánh Thượng và Khánh Vinh để tái lập huyện Khánh Vĩnh.
Huyện Diên Khánh còn lại thị trấn Diên Khánh và 19 xã: Diên An, Diên Bình, Diên Điền, Diên Đồng, Diên Hòa, Diên Lạc, Diên Lâm, Diên Lộc, Diên Phú, Diên Phước, Diên Sơn, Diên Tân, Diên Thạnh, Diên Thọ, Diên Toàn, Diên Xuân, Suối Cát, Suối Hiệp, Suối Tân.
Ngày 13 tháng 9 năm 1985, chia xã Suối Cát thành 2 xã: Suối Cát và Suối Tiên.
Ngày 30 tháng 6 năm 1989, tỉnh Khánh Hòa được tái lập, huyện Diên Khánh trực thuộc tỉnh Khánh Hòa, bao gồm thị trấn Diên Khánh và 20 xã: Diên An, Diên Bình, Diên Điền, Diên Đồng, Diên Hòa, Diên Lạc, Diên Lâm, Diên Lộc, Diên Phú, Diên Phước, Diên Sơn, Diên Tân, Diên Thạnh, Diên Thọ, Diên Toàn, Diên Xuân, Suối Cát, Suối Hiệp, Suối Tân, Suối Tiên.
Ngày 11 tháng 4 năm 2007, chuyển hai xã Suối Tân và Suối Cát về huyện Cam Lâm mới thành lập.
Ngày 22 tháng 9 năm 2010, Bộ Xây dựng ban hành Quyết định 854/QĐ-BXD công nhận thị trấn Diên Khánh là đô thị loại IV.
Ngày 11 tháng 2 năm 2020, Ủy ban Thường vụ Quốc hội ban hành Nghị quyết số 894/NQ-UBTVQH14 về việc sắp xếp các đơn vị hành chính cấp xã thuộc tỉnh Khánh Hòa (nghị quyết có hiệu lực từ ngày 1 tháng 3 năm 2020). Theo đó, sáp nhập hai xã Diên Bình và Diên Lộc thành xã Bình Lộc.
Huyện Diên Khánh có 1 thị trấn và 17 xã như hiện nay.
Ngày 2 tháng 3 năm 2021, Bộ Xây dựng ban hành Quyết định 220/QĐ-BXD công nhận đô thị Diên Khánh (gồm toàn bộ 1 thị trấn và 17 xã thuộc huyện Diên Khánh) là đô thị loại IV trực thuộc tỉnh Khánh Hòa.
Ngày 28 tháng 9 năm 2024, Ủy ban Thường vụ Quốc hội ban hành Nghị quyết số 1196/NQ-UBTVQH15 về việc sắp xếp đơn vị hành chính cấp xã của tỉnh Khánh Hòa giai đoạn 2023 – 2025 (nghị quyết có hiệu lực từ ngày 1 tháng 11 năm 2024). Theo đó, thành lập xã Xuân Đồng trên cơ sở xã Diên Đồng và xã Diên Xuân.
Huyện Diên Khánh có 1 thị trấn và 16 xã như hiện nay.

## Hành chính
Huyện Diên Khánh có 17 đơn vị hành chính cấp xã trực thuộc, bao gồm thị trấn Diên Khánh (huyện lỵ) và 16 xã: Bình Lộc, Diên An, Diên Điền, Diên Hòa, Diên Lạc, Diên Lâm, Diên Phú, Diên Phước, Diên Sơn, Diên Tân, Diên Thạnh, Diên Thọ, Diên Toàn, Suối Hiệp, Suối Tiên, Xuân Đồng.

## Văn hóa

### Thành cổ Diên Khánh

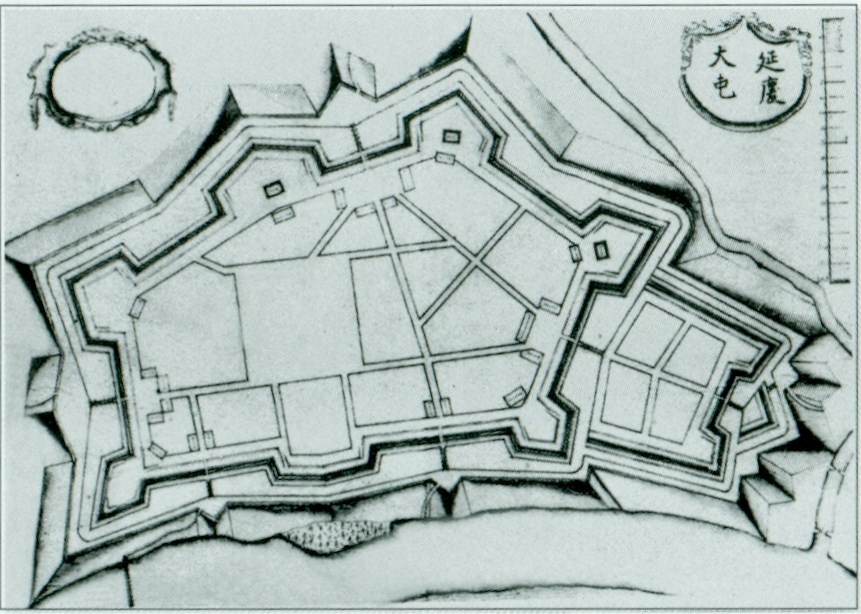
Sơ đồ thành

Năm 1793, sau khi đánh chiếm được Diên Khánh từ tay nhà Tây Sơn, Nguyễn Ánh đã cho xây dựng trên vùng đất khi ấy còn heo hút một căn cứ quân sự và khu dân cư được vây quanh bởi một tòa thành.
Thành Diên Khánh được xây dựng theo một hình mẫu phổ biến ở phương Tây vào thời kỳ đó. Tường thành có hình lục giác không đều, có chiều dài tổng cộng 2.693 mét, xung quanh là các hào sâu từ 3 đến 5 mét. Tòa thành uốn lượn chứ không thẳng, do đó có thể quan sát dễ dàng hai bên tường. Thành Diên Khánh có diện tích khoảng 36.000 m², và có 6 cửa thành ở 6 mặt tường. Qua thời gian, hiện nay còn bốn cửa Đông, Tây, Nam và Bắc, tuy nhiên chỉ còn hai cửa, cửa Đông và cửa Tây là còn nguyên vẹn và hiện vẫn là hai cửa ngõ chính ra vào khu vực trung tâm thị trấn Diên Khánh. Theo các tư liệu cũ, bên trong thành có nhiều kiến trúc độc đáo như hoàng cung, cột cờ, dinh tuần vũ, dinh án sát, nhà kho... Thành Diên Khánh khi đó trung tâm của Phủ Diên Khánh và cũng là nơi hoạt động của nghĩa quân Cần Vương - Khánh Hòa và quân du kích Cộng sản ở Khánh Hòa trong thời kỳ Chiến tranh Đông Dương và Chiến tranh Việt Nam.

### Khen thưởng
Huyện Diên Khánh đã được Nhà nước Cộng hòa xã hội chủ nghĩa Việt Nam phong tăng danh hiệu Anh hùng lực lượng vũ trang trong hai thời kỳ kháng chiến chống Pháp và chống Mỹ cứu nước. Các xã, thị trấn dưới đây cũng được phong tặng danh hiệu Anh hùng lực lượng vũ trang như các xã: Diên Phước, Diên Sơn, Diên Điền, Diên An, Diên Phú, Diên Toàn, Diên Lâm, Diên Thọ, Diên Lạc và thị trấn Diên Khánh.

## Hạ tầng
Có quốc lộ 1A, đường cao tốc Nha Trang – Cam Lâm, đường sắt Bắc Nam đi qua.
Đây cũng là địa phương có dự án Đường cao tốc Vân Phong – Nha Trang đi qua đang được xây dựng.
Hiện nay, huyện Diên Khánh đã và đang triển khai đầu tư xây dựng khu đô thị Nam Sông Cái nằm trên địa bàn thị trấn Diên Khánh.

## Hình ảnh

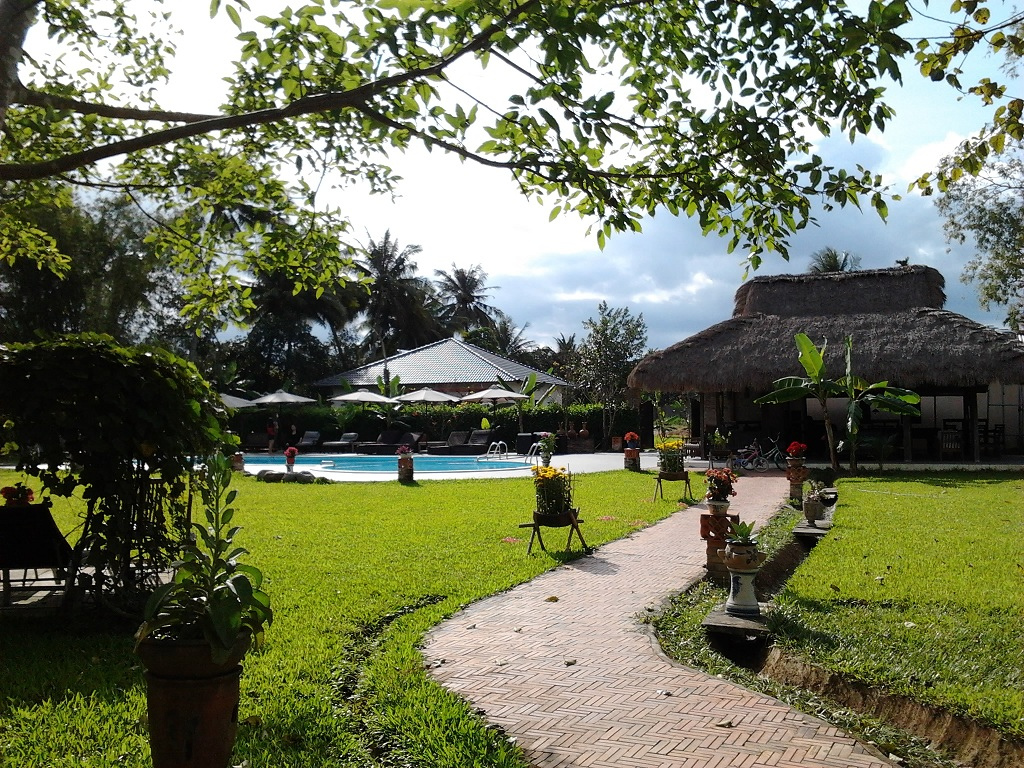
1 resort tại Diên Khánh
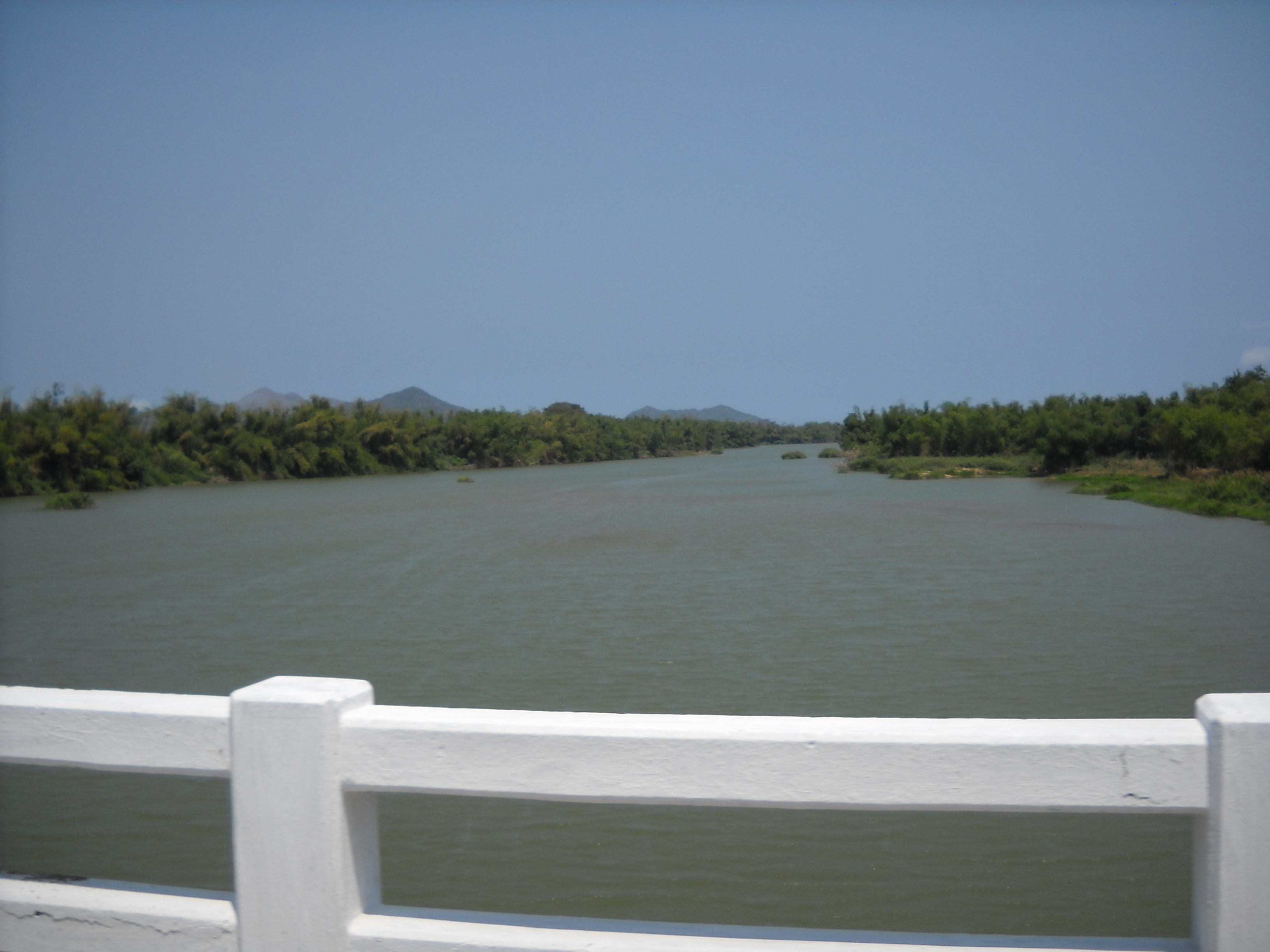
Sông Cái, đoạn qua Diên Khánh, Khánh Hòa
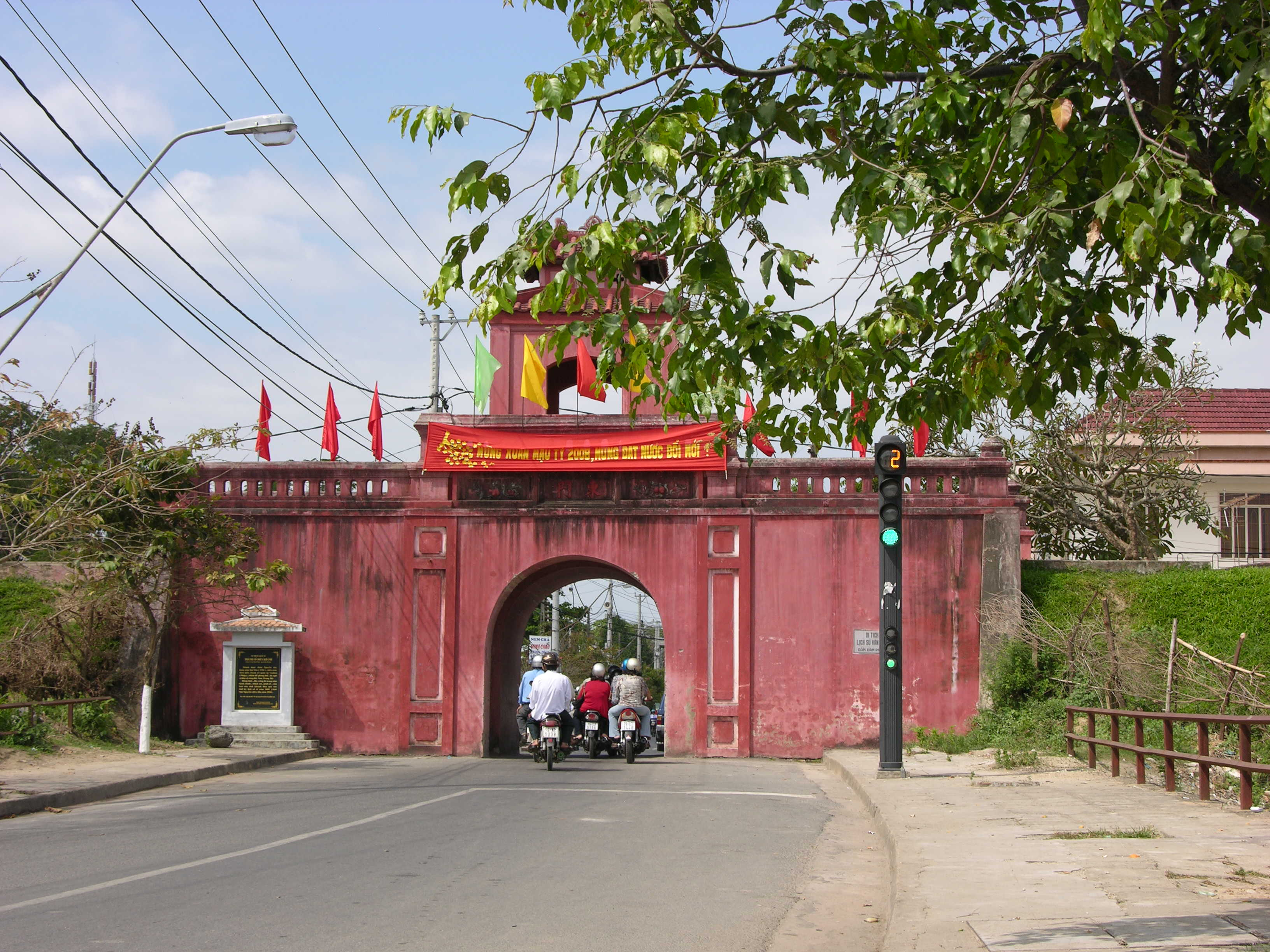
Cổng thành phía Đông trấn Diên Khánh
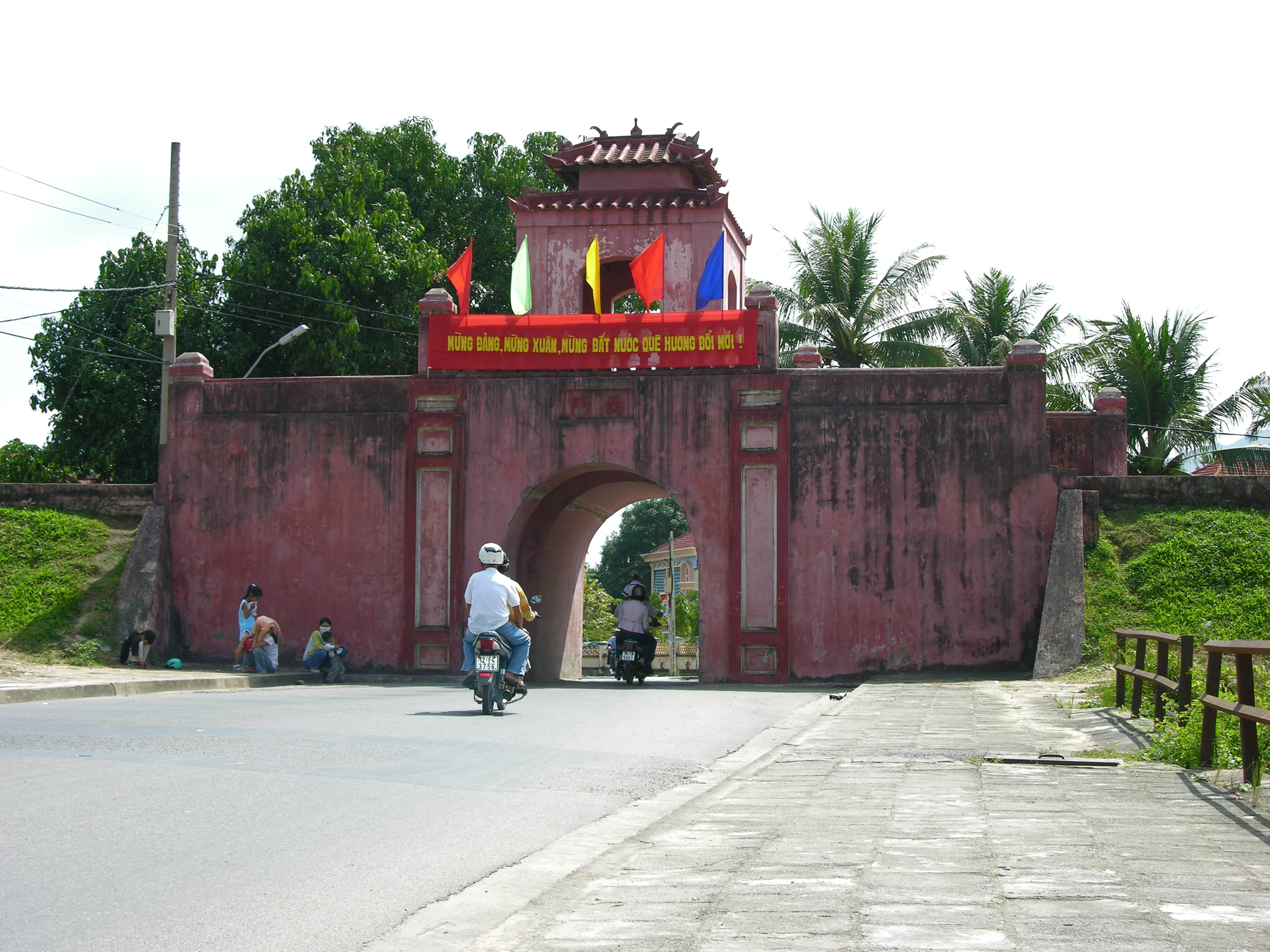
Cổng Tây thành cổ Diên Khánh